# George David Freeman

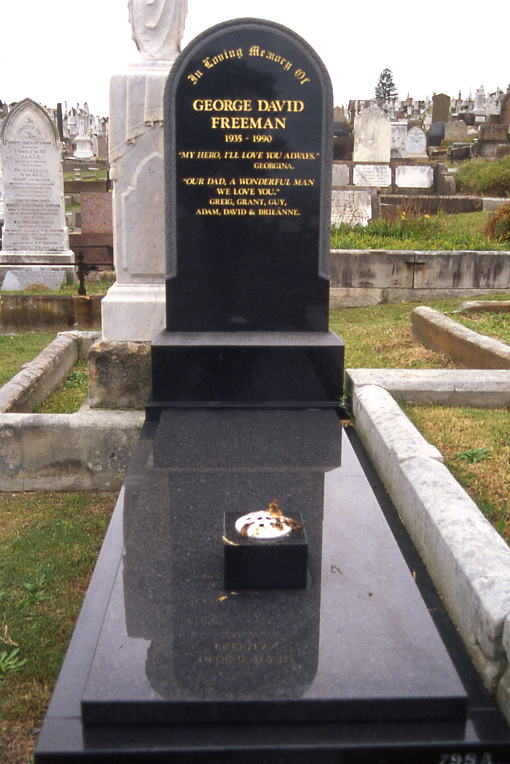
Het graf van George Freeman

George David Freeman (New South Wales, 22 januari 1935 – Sydney, 20 maart 1990) was een Australische bookmaker, race-identiteit en uitbater van een illegale casino.
Freeman was in de jaren zeventig en tachtig verbonden met de drugshandel in Sydney, werd door verschillende commissies genoemd voor georganiseerde misdaad en had banden met Amerikaanse misdaadfiguren. Freeman zat tussen 1951 en 1968 verschillende gevangenisstraffen uit wegens diefstal, maar werd nooit berecht voor een van zijn latere vermeende misdaden. Halverwege de jaren tachtig kreeg hij alleen geldboetes voor wedstrijdvervalsing. Freeman overleefde een moordpoging in 1979, trouwde twee keer, publiceerde een biografie en stierf in 1990 aan hartfalen gerelateerd aan astma en pethidineverslaving. Hij werd begraven in Warverley Cementery op Bronte, Oost-Sydney.